# Koninklijke Nederlandse Zwembond
De Koninklijke Nederlandse Zwembond (KNZB) is een in Nieuwegein gevestigde Nederlandse sportbond, aangesloten bij de landelijke sportkoepel NOC*NSF, waarbij nagenoeg alle zwemsporten zijn ondergebracht. Hieronder vallen wedstrijdzwemmen, openwaterzwemmen, waterpolo, waterbasketbal, schoonspringen en synchroonzwemmen. Tussen juli 2006 en november 2017 was de KNZB gehuisvest in het Huis van de Sport te Nieuwegein. Maar vanwege de sluiting van Huis van de Sport is het KNZB bondsbureau per 10 november 2017 gevestigd aan de Coltbaan in Nieuwegein.

## Geschiedenis
In 1888 telde Nederland vijf zwemverenigingen:
- Arnhemse Zwemclub,
- Goudse Zwemclub,
- Hollandse Dames Zwemclub,
- Leidsche Zwemclub (LZC, later LZ 1886) en
- AZ 1870 (Amsterdamse Zwemclub).

Tezamen richtten zij op 14 augustus 1888 de Nederlandse Zwembond (NZB) op. In 1909 sloot de bond zich aan bij de één jaar eerder opgerichte wereldzwembond Fédération Internationale de Natation (FINA). Na de Eerste Wereldoorlog (1914-1918) nam het ledenaantal toe, en kreeg iedere provincie een eigen zwembond, die kringen werden genoemd.
Op 13 november 1933 verkreeg de NZB het predicaat Koninklijk en werd het dus Koninklijke Nederlandse Zwembond, voluit wordt het soms ook wel geschreven als Koninklijke Nederlandse Zwem Bond. Het bondsbureau was destijds gevestigd in Utrecht, vanwaaruit wedstrijden in den lande werden georganiseerd.
Bij het begin van de 21e eeuw telt de KNZB in totaal ongeveer 153.000 aangesloten leden, verdeeld over 475 zwemverenigingen. De bond stond vanaf 2001 onder leiding van directeur Jos Kusters, die in het najaar van 2005 zijn afscheid aankondigde.

## Waterpolo
Alle waterpoloverenigingen die aangesloten zijn bij de KNZB mogen meedoen aan de competitiewedstrijden. De competitiewedstrijden bepalen op welke plek de vereniging staat op de ranglijst van de KNZB.

## Wedstrijdzwemmen
Om het topzwemmen goed te faciliteren heeft de KNZB twee talentcentra opgezet Nationaal Zweminstituut Amsterdam en Nationaal Zweminstituut Eindhoven. De centra staan onder leiding van technisch directeur Jacco Verhaeren.

### Competitie
Alle zwemverenigingen die aangesloten zijn bij de KNZB mogen meedoen aan de competitie wedstrijden. De competitie wedstrijden bepalen op welke plek je op de ranglijst staat van de KNZB.

### Officials
Om de wedstrijden goed en onpartijdig te jureren zijn er officials nodig. De officials worden opgeleid door lesmateriaal van de KNZB.
| Offical                                                    | Bevoegdheid | Rechten |
| Scheidsrechter                                             | 1           | De scheidsrechter leidt de wedstrijd, diskwalificeert deelnemers en heeft het recht een wedstrijd stil te leggen indien nodig. Om deze bevoegdheid te halen dient men eerst de bevoegdheidheden 3, J en K te hebben. De scheidsrechter is de eindverantwoordelijke.                      |
| Starter                                                    | 2           | De starter start de wedstrijd door de zwemmers weg te fluiten. Hij beoordeelt valse starts en doet een voorstel voor diskwalificatie. Om deze bevoegdheid te kunnen halen dient de deelnemer 16 jaar of ouder te zijn.                                                                   |
| Kamprechter                                                | K           | De kamprechter dient te kijken of de zwemmers volgens de regels zwemmen. De kamprechters lopen langs de kant heen en weer met de zwemmers en stellen vast in welke volgorde de zwemmers aankomen. Om deze bevoegdheid te halen dient men de bevoegdheid 3 en de bevoegdheid J te hebben. |
| Jurysecretaris                                             | J           | De jurysecretaris stelt de uitslag vast en controleert of de geklokte tijden passen in de door de kamprechters genoteerde aankomstvolgorde. Om deze bevoegdheid te kunnen halen dient de deelnemer 16 jaar of ouder te zijn.                                                             |
| Keerpuntcommissaris Tijdwaarnemer                          | 3           | Een keerpuntcommissaris/tijdwaarnemer met bevoegdheid 3 mag ook bij internationale en nationale wedstrijden functioneren. Om deze bevoegdheid te halen dient men de bevoegdheid 4 één jaar te hebben gehad en hierbij 10 wedstrijden als official te hebben gefungeerd.                  |
| Keerpuntcommissaris Tijdwaarnemer                          | 4           | De keerpuntcommissaris controleert of de zwemmers hun keerpunt volgens de regels maken. De tijdwaarnemers dienen de tijd van de zwemmer vast te leggen. Om deze bevoegdheid te halen dient men minimaal 16 jaar zijn ten tijde van het examen.                                           |
| Gebaseerd op reglement wedstrijdzwemmen (versie juni 2011) |             | |

## Ledenaantallen
Hieronder de ontwikkeling van het ledenaantal en het aantal verenigingen:
| Jaar | Ledenaantal | Verenigingen |
| ---- | ----------- | ------------ |
| 2019 |             | 470          |
| 2018 |             | 464          |
| 2017 | 144.331     | 464          |
| 2016 | 140.565     | 505          |
| 2015 | 137.098     | 429          |
| 2014 | 138.436     | 440          |
| 2013 | 140.835     | 445          |
| 2012 | 144.613     | 446          |
| 2011 | 139.683     | 445          |
| 2010 | 140.618     | 428          |
| 2009 | 143.556     | 431          |
| 2008 | 144.259     | 433          |
| 2007 | 146.063     | 434          |
| 2006 | 150.004     | 436          |
| 2005 |             | 452          |
| 2004 | 151.552     | 449          |
| 2003 | 152.148     | 457          |
| 2002 | 151.891     | 469          |
| 2001 |             | 474          |
| 1999 | 153.458     | 493          |
| 1996 | 155.305     | 492          |
| 1993 | 164.401     |              |
| 1990 | 163.150     |              |
| 1987 | 155.598     |              |
| 1984 | 156.323     |              |
| 1981 | 163.328     |              |
| 1978 | 166.000     |              |